# Bert Rigby, You're a Fool
Bert Rigby, You're a Fool (br: Bert Rigby - Na Trilha da Fama) é um filme estadunidense de 1989 do gênero musical, dirigido por Carl Reiner, estrelando Robert Lindsay, Robbie Coltrane e Anne Bancroft.

## Elenco
- Robert Lindsay - Bert Rigby
- Robbie Coltrane - Sid Temple
- Cathryn Bradshaw - Laurel Pennington
- Anne Bancroft - Meredith Perlestein
- Corbin Bernsen - Jim Shirley
- Bruno Kirby - Kyle DeForest
- Jackie Gayle - I.I. Perlestein
- Carmen du Sautoy - Tess Temple
- Liz Smith - Mrs. Rigby
- Mike Grady - Mick O'Grady